# Fechtebenkogel
Der Fechtebenkogel, auch Feuchtebenkogel, ist ein 2867 m ü. A. hoher Berggipfel im Tauernhauptkamm der Venedigergruppe. Der Gipfel liegt an der Landesgrenze zwischen Salzburg und Tirol bzw. an der Grenze der Gemeinden Hollersbach im Pinzgau und Matrei in Osttirol.

## Lage und Aufstiegsmöglichkeiten
Der Fechtebenkogel ist ein Gipfel im, innerhalb der Venedigergruppe, östlichen Bereich des Tauernhauptkammes. Er liegt im Nationalpark Hohe Tauern, wobei das umliegende Gebiet auf Tiroler Seite im Grundbesitz des Österreichischen Alpenvereins steht. Der Fechtebenkogel befindet sich zwischen dem Dichtenkogel (2839 m ü. A.) im Südwesten und dem Felbertauernkogel (2988 m ü. A.) im Norden. Vom Dichtenkogel (auch Weißeneck genannt) ist der Fechtebenkogel durch die Dichtenscharte (2629 m ü. A.) sowie die noch weiter östlich gelegene Weißeneckscharte (2637 m ü. A.) getrennt, die Scharte zum nördlich gelegenen Felbertauernkogel wird als Fechtebenscharte (2755 m ü. A.) bezeichnet. Zwischen Fechtebenkogel und Dichtenkogel liegt der Dichtensee.
Die Erstbesteigung des Fechtebenkogels ist nicht überliefert, die erste Gratüberschreitung gelang W. Brandenstein am 23. Juni 1926 über den Süd- und Nordgrat. Die Normalroute auf den Fechtebenkogel verläuft von der St. Pöltner Hütte über den St. Pöltner Westweg (Venediger Höhenweg) und über den Südgrat, wobei manche Stellen eine Schwierigkeit von UIAA II aufweisen. Des Weiteren kann der Fechtebenkogel aus der Fechtebenscharte über den Nordgrat (UIAA II) erklommen werden. Andere Varianten wie der Westgrat, die Nordwand, die Nordrinne und die Ostwand weisen bereits Schwierigkeiten zwischen UIAA III und UIAA IV- auf.